# الانتخابات الفيدرالية لألمانيا الغربية 1987
تمت إقامة الانتخابات الفدرالية في ألمانيا الغربية في 25 يناير 1987 وذلك لانتخاب أعضاء البوندستاغ الحادي عشر. كانت هذه آخر انتخابات فدرالية تُعقد في ألمانيا الغربية قبل إعادة توحيد ألمانيا.

## الملاحظات
1. ↑  بالإضافة إلى 22 مندوب غير مصوت عن برلين الغربية  [لغات أخرى]‏ تم انتخابهم من قبل المجلس التشريعي لبرلين الغربية.
2. ↑  بالإضافة إلى 11 مندوب غير مصوت عن برلين الغربية  [لغات أخرى]‏.
3. ↑  بالإضافة إلى 7 مندوبين غير مصوتين عن برلين الغربية  [لغات أخرى]‏.
4. ↑  بالإضافة إلى مندوبين إثنين غير مصوتين عن برلين الغربية  [لغات أخرى]‏.
5. ↑  بالإضافة إلى مندوبين إثنين غير مصوتين عن برلين الغربية  [لغات أخرى]‏.